# Robert Montgomery-Cederhielm (1851–1932)
Robert Montgomery-Cederhielm, född 8 maj 1851 i Lännäs församling, Örebro län, död 6 september 1932 i Lännäs församling, Örebro län, var en svensk adelsman av släkten Montgomery-Cederhielm, godsägare och politiker. 

## Biografi
Robert Montgomery-Cederhielm föddes 1851 på Segersjö i Lännäs socken. Han var son till Robert Montgomery-Cederhielm och Cecilia Nordenfeldt. Montgomery-Cederhielm avlade mogenhetsexamen i Örebro 4 juni 1869 och blev samma år student vid Uppsala universitet. Han avlade juridik kandidatexamen 11 november 1875 och blev auskultant i Svea hovrätt 22 november 1875. Montgomery-Cederhielm blev extra ordinarie kanslist i civildepartementet 22 november 1875, extra ordinarie notarie i Svea hovrätt 1876, extra ordinarie notarie i Göta hovrätt 19 februari 1878, vice häradshövding 20 december 1878, nämndeman i Danderyds härad 1881–1886, statsrevisorssuppleant 1886–1887, ledamot av Stockholms läns landstig 1884–1887, kammarherre 1 december 1888 och blev 1890 nämndeman i Askers härad. Han blev 1894 ledamot av Örebro läns landsting, utnämndes 18 september 1897 till RVO och 1 december 1905 RNO. Montgomery-Cederhielm var från 1905 ordförande i styrelsen för Örebro läns folkhögskola och lantmannaskola och från 1907 ordförande i Örebro läns fiskerinämnd. Han utnämndes 28 november 1919 till GMmf och var från 1920 ordförande i direktionen för Hjälmarnes och Kvismarkens sjösänkningsbolag. Montgomery-Cederhielm utnämndes 6 juni 1921 till KVO2kl, 6 juni 1925 till KVO1kl och 1926 till Örebro läns HushGM. Montgomery-Cederhielm avled 1932 på Segersjö i Lännäs socken.
Montgomery-Cederhielm har gett ut två diktsamlingar.

### Egendom
Han ägde Segersjö fideikommiss som delvis ändrades 1918 till fideikommisskapital. Ägde även Sollentunaholm i Sollentuna socken, Mörby i Askers socken, Styrsta i Lännäs socken och Köpberga i Stora Mellösa socken.
Han arrenderade 1880–1886 Djursholm av sin fader.

### Familj
Montgomery-Cederhielm gifte sig 11 september 1880 i Stockholm med friherrinnan Emilie Funck (född 1861), dotter till kabinettskammarherren Fredrik Alexander Funck och friherrinnan Altéa Beata Gustava Lovisa Emilie Funck. De fick tillsammans barnen majoren Johan Archibaldt Robert Montgomery-Cederhielm (född 1881), majoren Robert Fredrik Montgomery-Cederhielm (född 1883), majoren Roger Percival Montgomery-Cederhielm (född 1884), Tomas Cecil Montgomery-Cederhielm (1886–1886), kaptenen Josias Carl Montgomery-Cederhielm (född 1887), sekreteraren William Gabriel Orozco Montgomery-Cederhielm (född 1889), Emilie Cecilia Matilda Montgomery-Cederhielm (född 1892) som var gift med grenadjären Cidar Herman Egnell, kaptenen Hugo Allan Fabian Montgomery-Cederhielm (född 1894), Glory Montgomery-Cederhielm (1898–1898) och underlöjtnanten Guy Harry Alexander Montgomery-Cederhielm (född 1904).